# Linvoy Primus
Linvoy Primus, född 14 september 1973, är en engelsk före detta fotbollsspelare som spelade som försvarare.
Primus spelade sina första professionella fotbollsmatcher för Charlton. Efter några år med Barnet flyttade han till Reading och via dem till Portsmouth. Efter att Harry Redknapp tillträdde som tränare i klubben 2002 fick Primus möjlighet att etablera sig som startspelare i Premier League. Han blev med tiden en populär spelare bland Portsmouths supportrar och avslutade sin karriär efter strax under 200 spelade ligamatcher för klubben.
Primus är praktiserande kristen och har under och efter sin fotbollskarriär nämnt sin tro som sin främsta inspirationskälla. Han har efter karriären grundat välgörenhetsorganisationen Faith and Football och strävar efter att sprida Guds ord och budskap. Han mottog 2015 Brittiska imperieorden för sina insatser för fotboll och välgörenhet.